# 雨傘運動佔領區

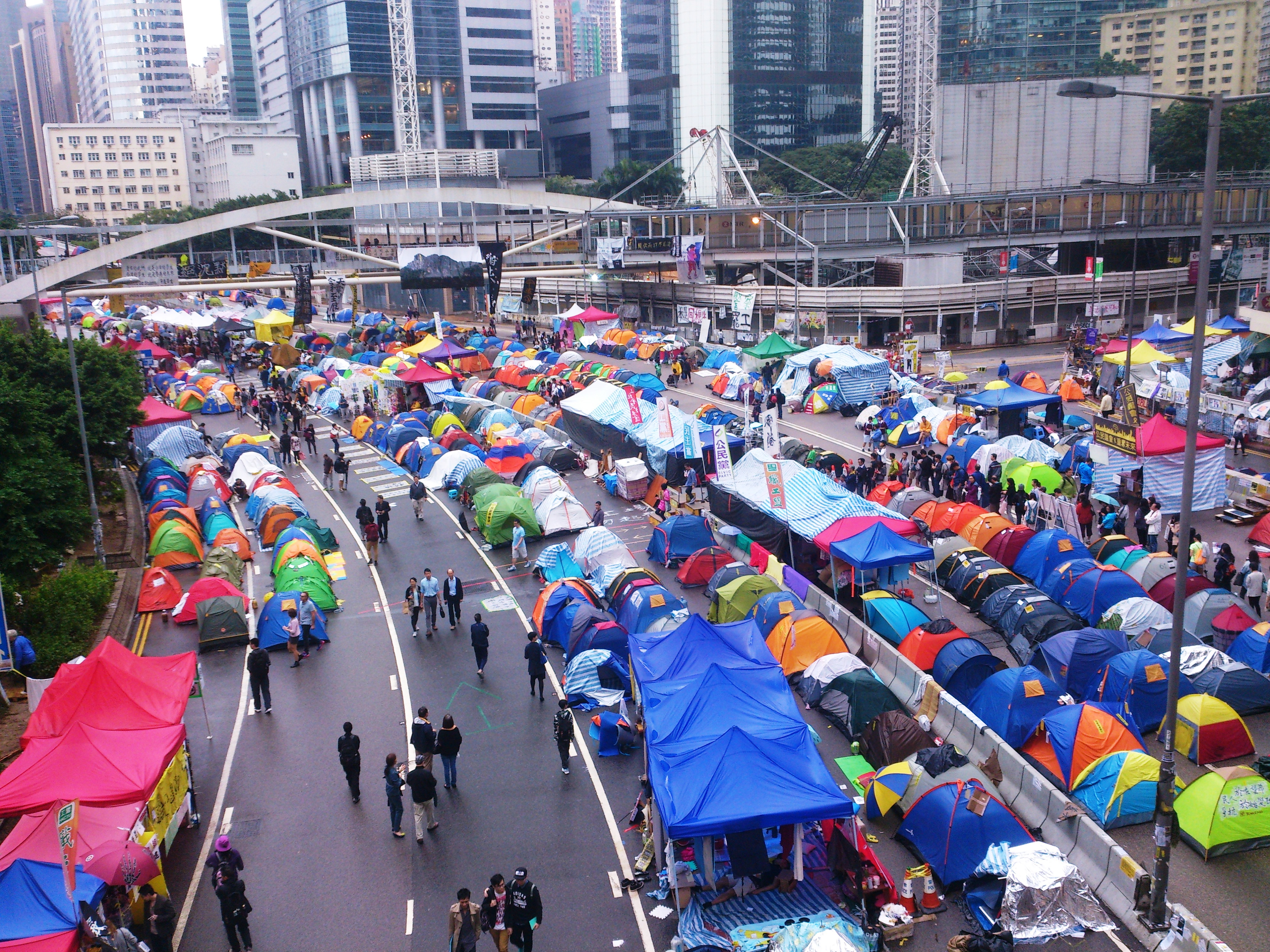
被佔領的金鐘夏慤道。該處亦被稱為「雨傘廣場」或「夏慤村」。

9月29日銅鑼灣佔領區的軒尼詩道和怡和街一帶。

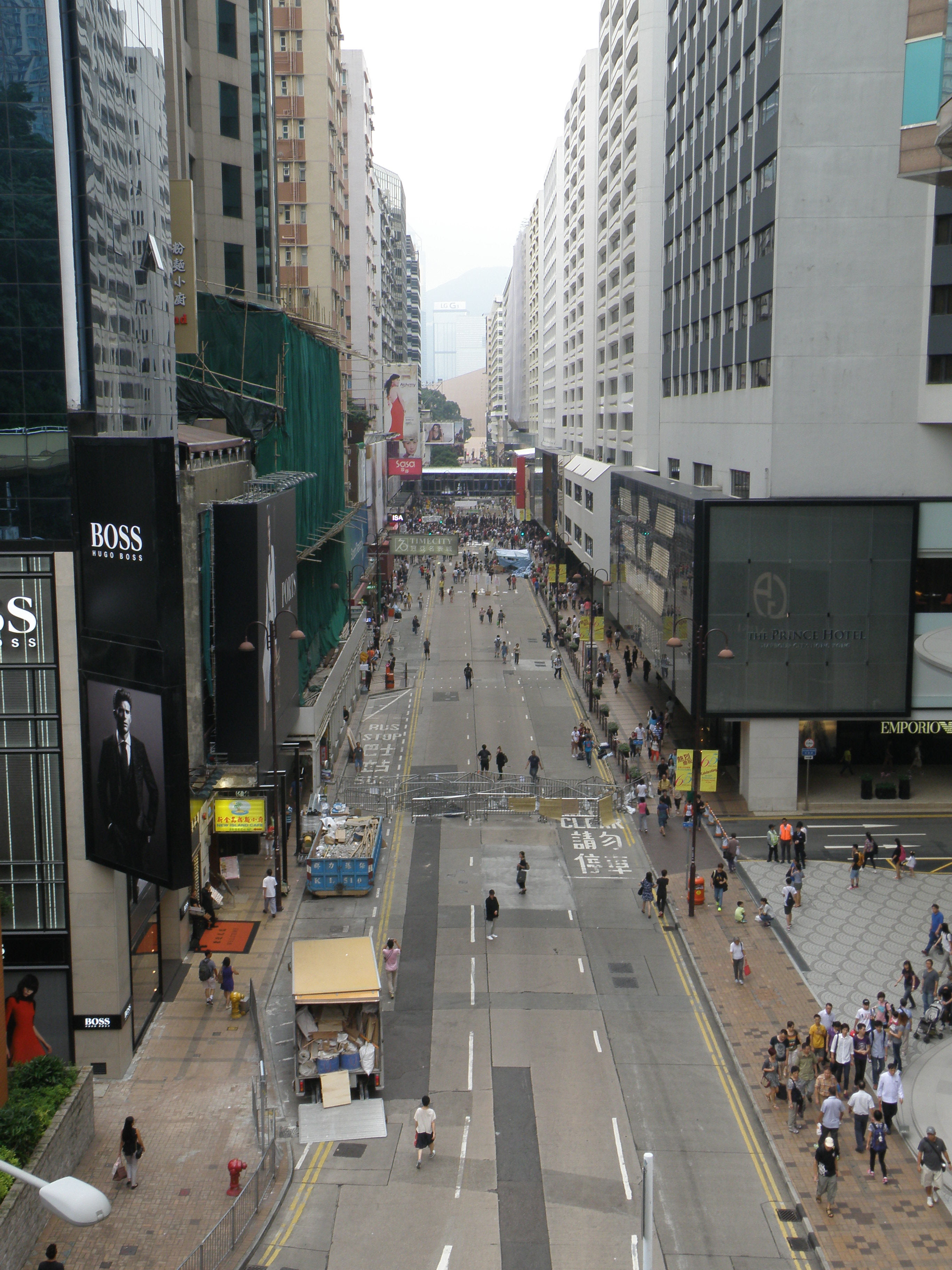
10月2日尖沙咀佔領區的廣東道。

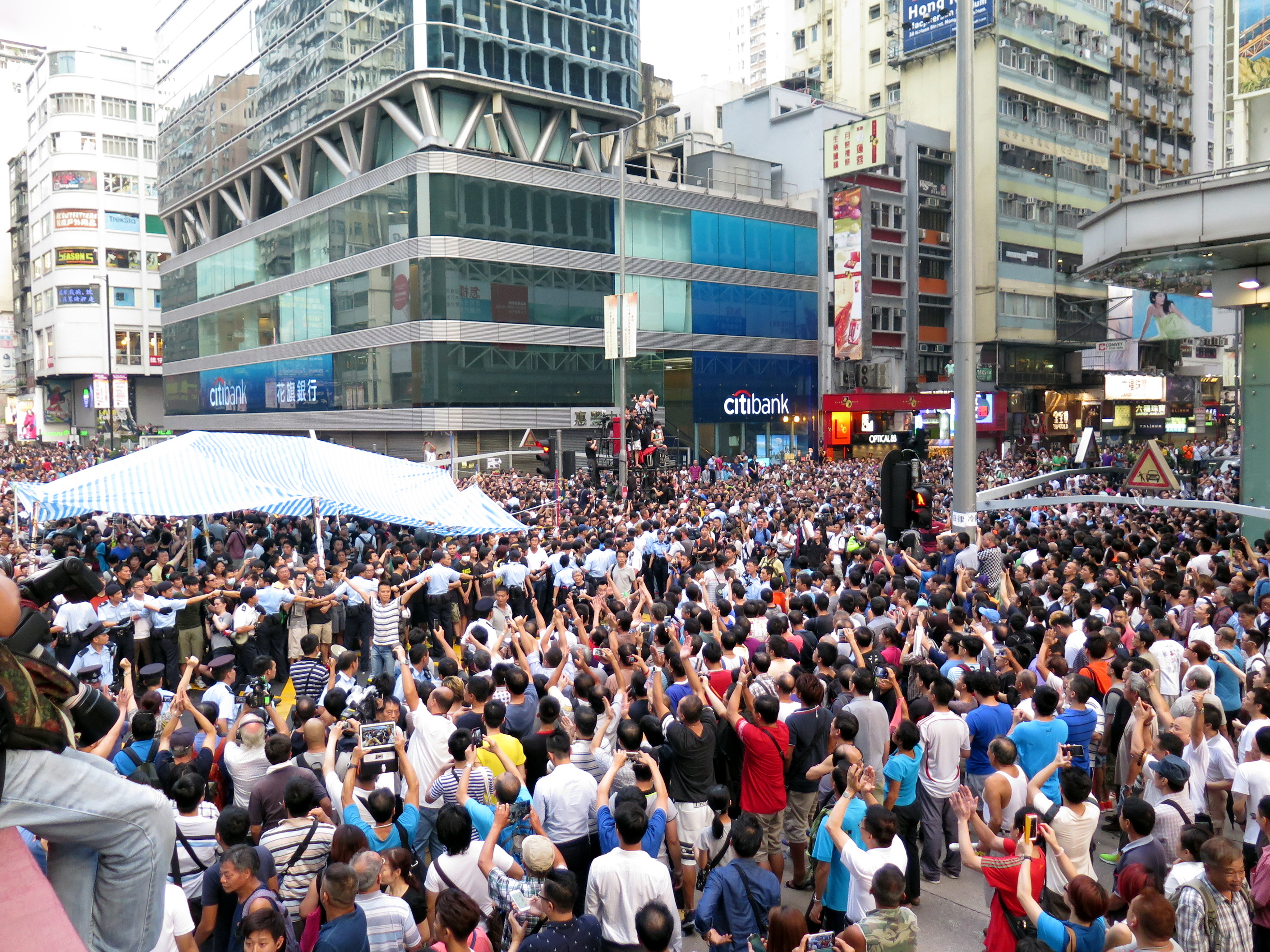
10月3日旺角佔領區的亞皆老街和彌敦道交界。

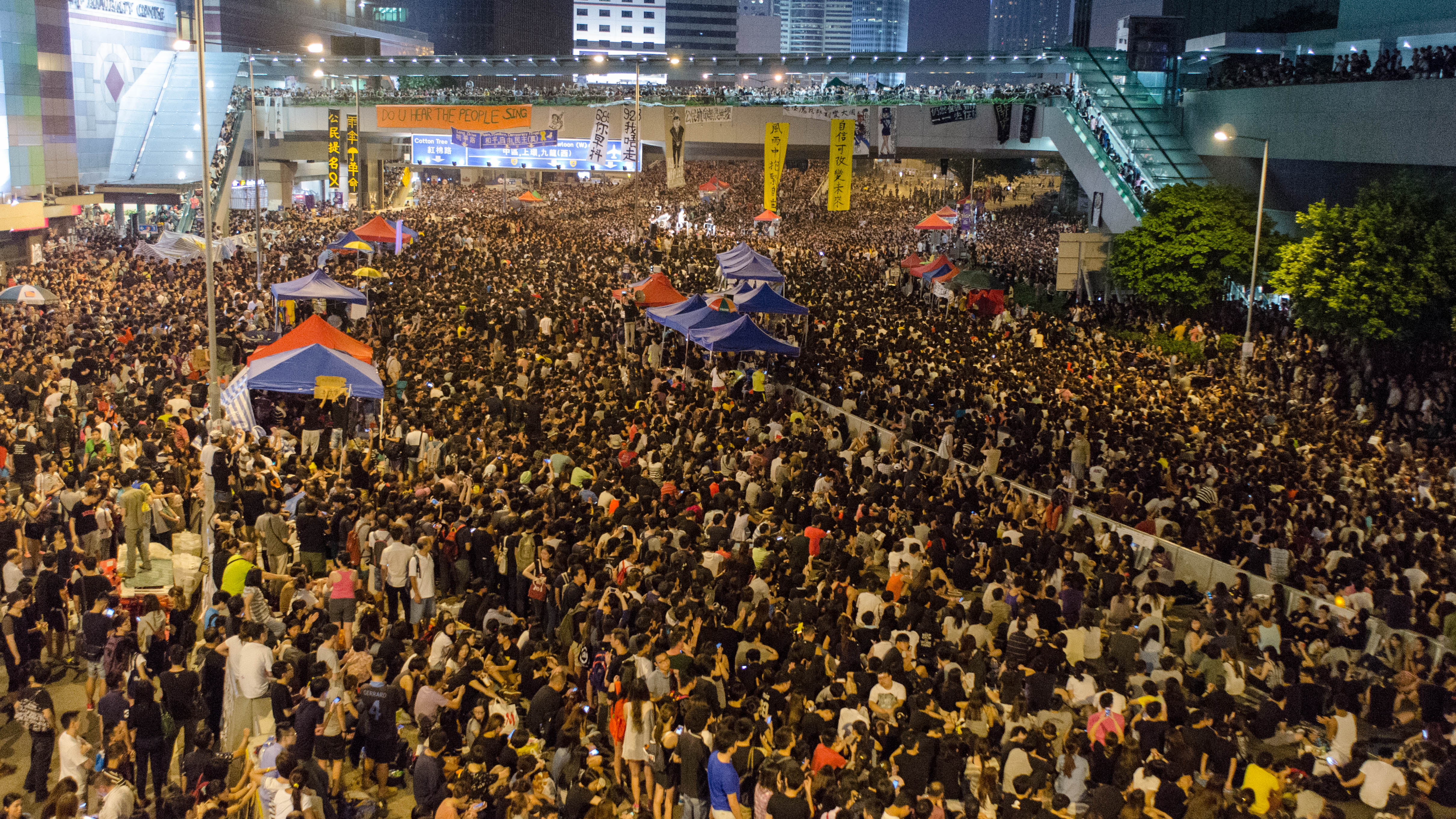
10月6日金鐘佔領區的夏慤道。

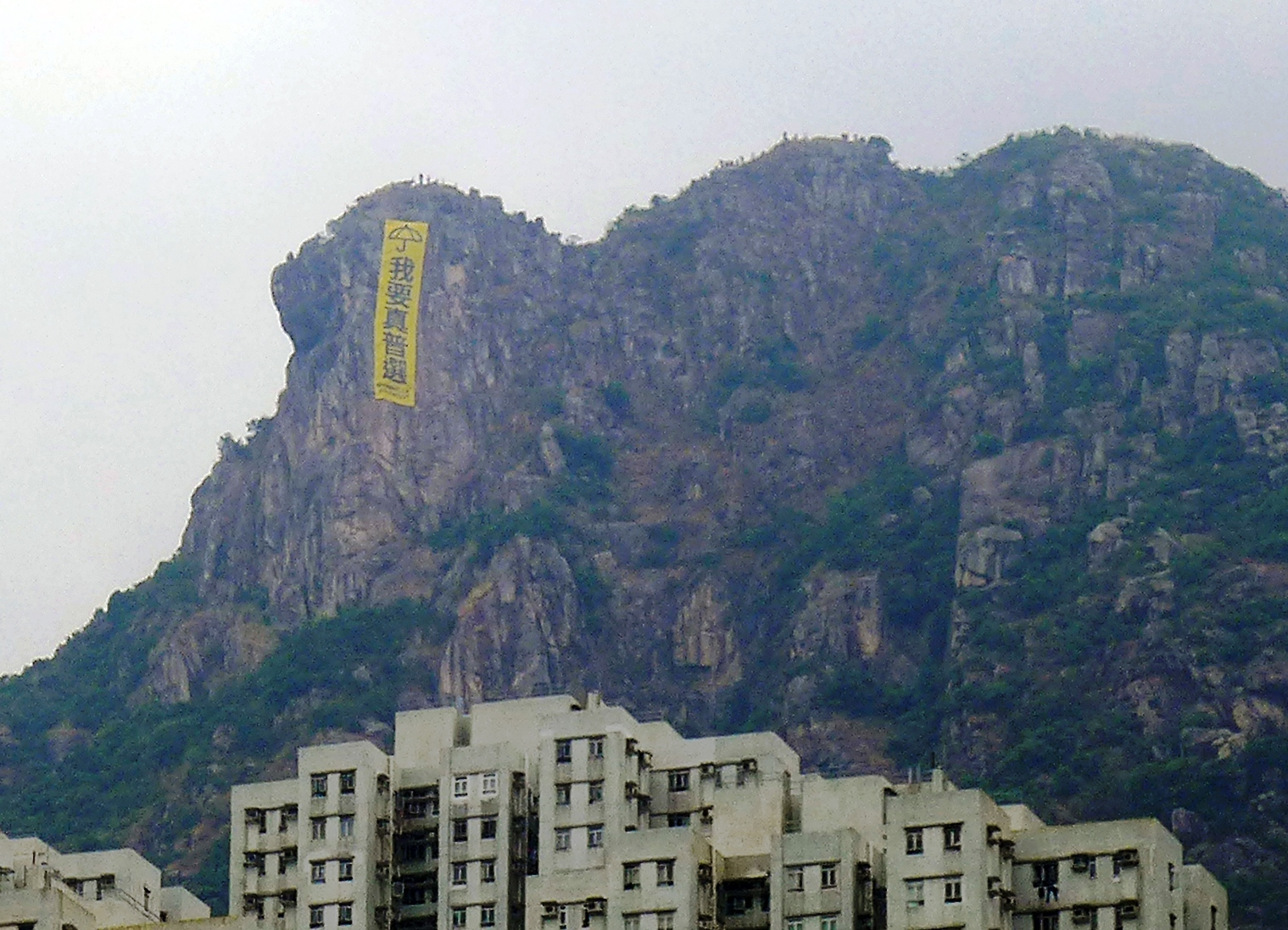
2014年10月23日，被掛上「我要真普選」巨型標語的九龍獅子山。

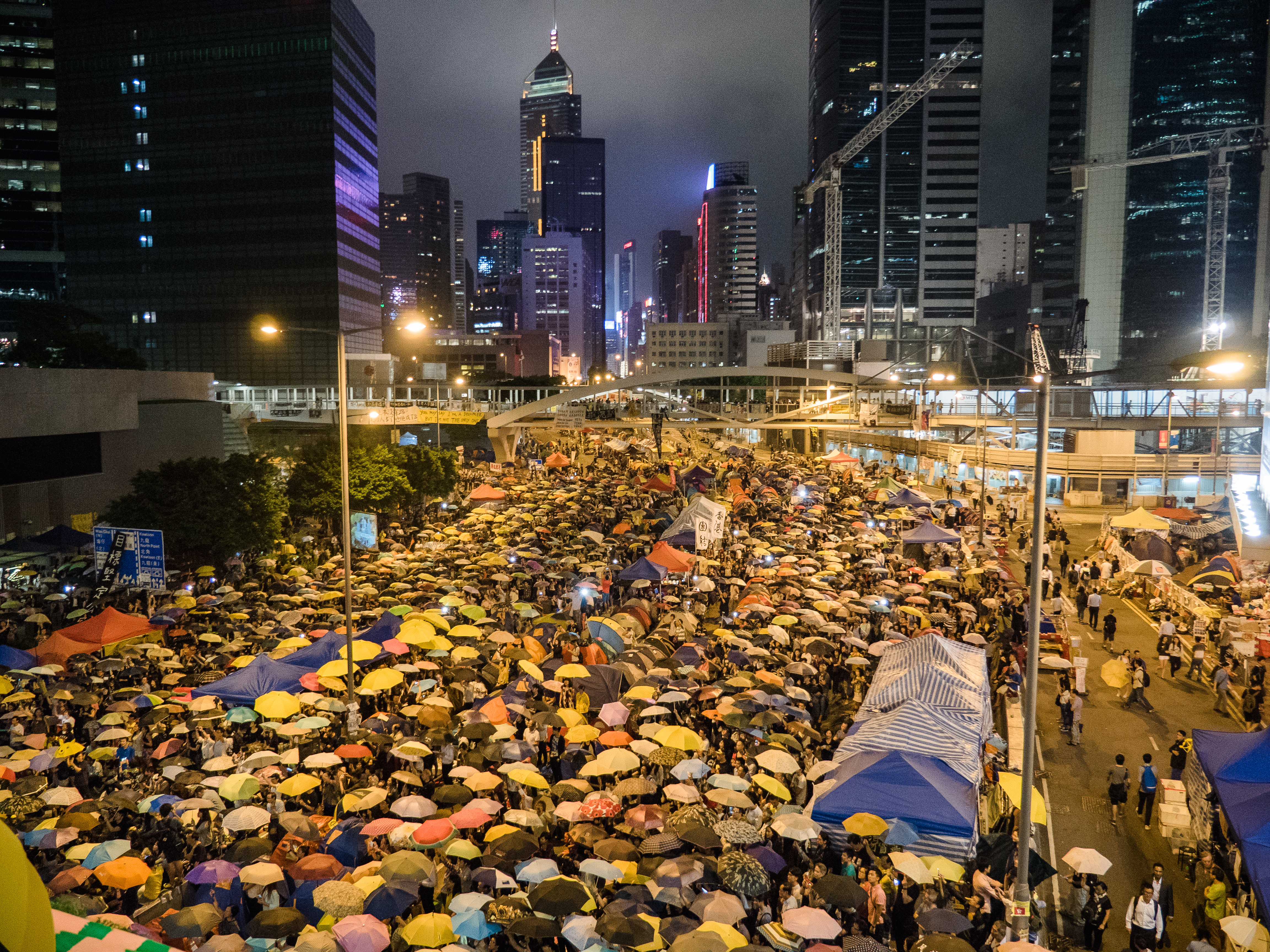
2014年10月28日，警方施放87枚催淚彈一個月，金鐘佔領區的夏慤道。

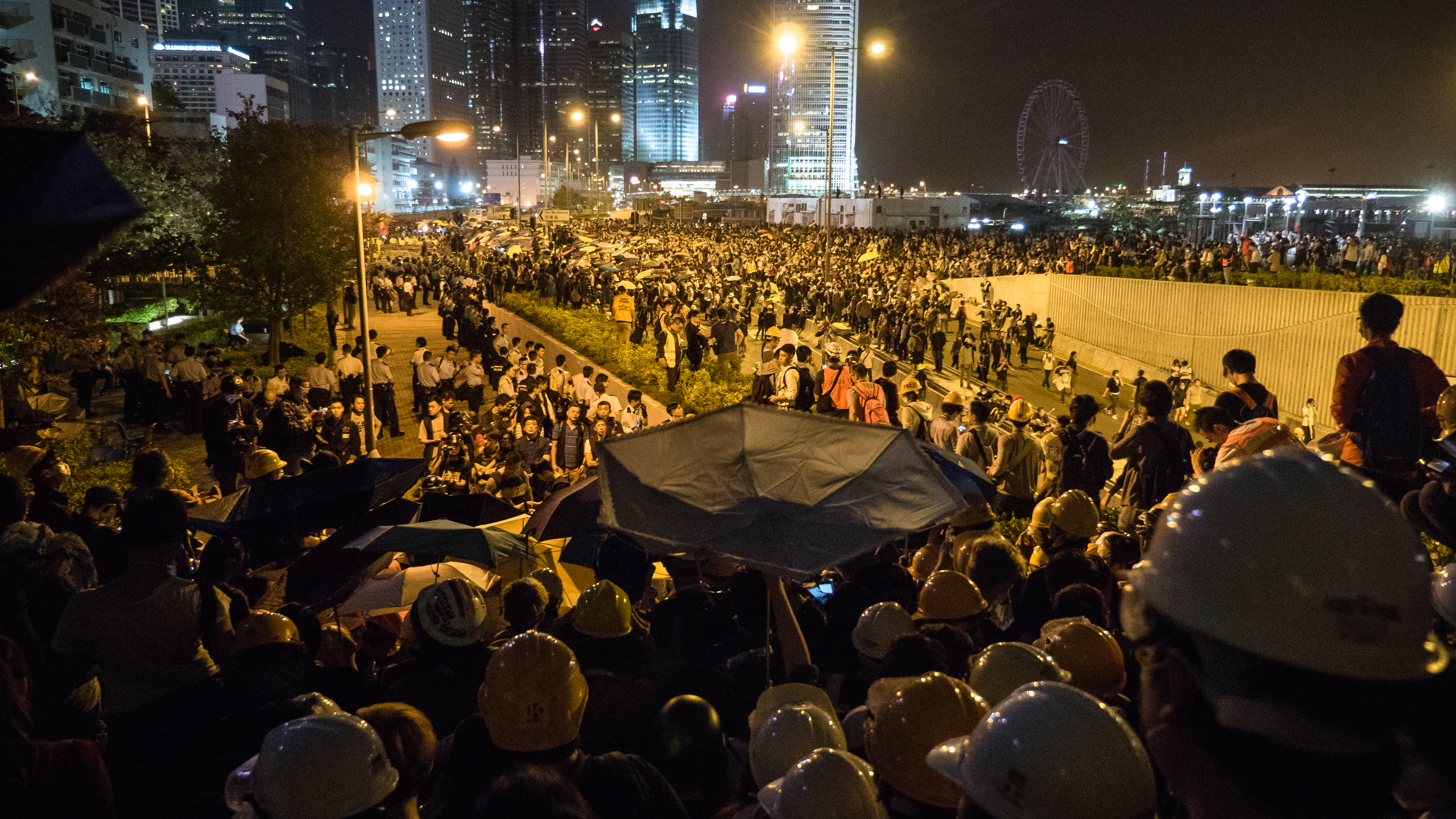
11月30日金鐘佔領區的龍和道。

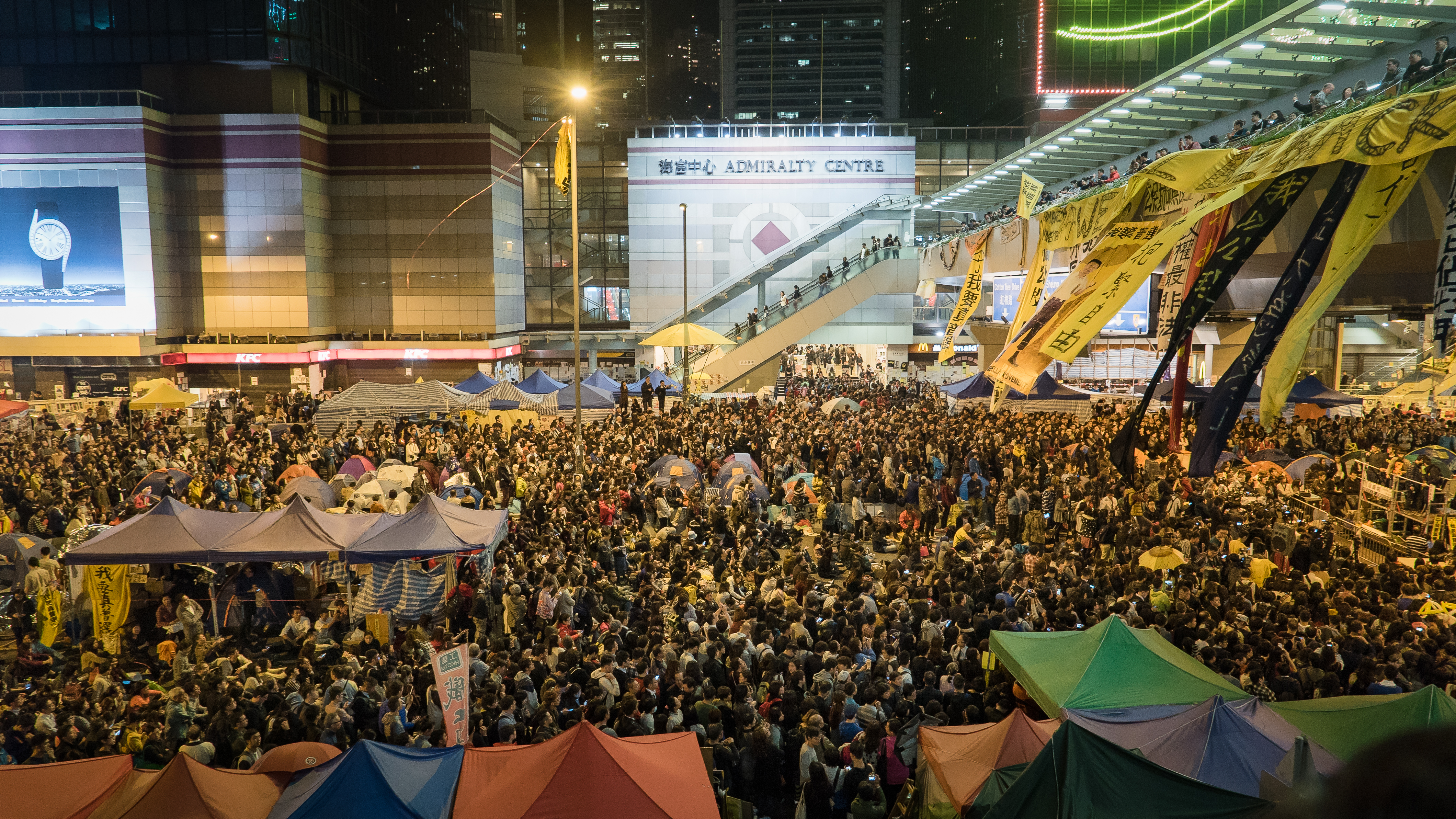
12月10日金鐘佔領區的夏慤道。

雨傘運動佔領區（2014年9月28日至2014年12月15日，歷時共79日），是指在香港人在爭取香港真普選的「雨傘運動」（或稱「佔領行動」、「佔領運動」）期間，位於添馬、金鐘、中環、灣仔、銅鑼灣、旺角、尖沙咀等地的4大佔領區。2014年12月11日警方清場時，拆毀的帳篷、黃色巨傘及欄杆等物件，被運往中環填海區地盤內。
佔領人士于2014年9月29日至10月1日多達20萬人，是全場民主運動的高峰期，但于2014年12月15日僅餘數十人。指挥中心分别在添美道学联“命运自主”大台和夏慤道“雨伞广场”大台。区域内人群以「命运自主」、「抗命不认命」、「我要真普选」、「We will be back」（我們會回來的）为座右铭。

## 佔領區域
香港佔領區的範圍多有變動，各區域的具體情況如下：

### 金鐘佔領區
最早出现的占领区，在2014年9月26日开始出现于添美道和政府總部東翼迴旋處（即「公民廣場」），以添美道和夏慤道為中心的「命運自主」大台、夏慤村和雨傘廣場大台，延伸至附近的道路包括干諾道中、龍匯道、立法會道、紅棉路、金鐘道、告士打道、演藝道、遮打道、愛丁堡廣場、美利道、昃臣道、會所街、花園道、添華道、龍和道、軍器廠街、駱克道、樂禮街、添馬街、德立街、琳寶徑、雪廠街、法院道、德輔道中以及公民廣場等地，實際橫跨添馬、中環、金鐘、灣仔一帶。此外，佔領區更一度擴展至英國駐香港總領事館前，引起英國駐香港及澳門總領事為吳若蘭的關注。
直到2014年12月11日，只剩下立法會示威區，該示威區在12月15日亦遭清場，但是添美道行人路上（立法會外）至2015年6月仍有140至150個帳篷及木造結構，名為「添美新村」。
到2015年6月21日，政改方案被否決後，地政總署在政府總部及立法會外一帶添美道貼出告示，要求留守在添美道的人士在6月24日前停止以帳幕、帳篷和其他物件不合法佔用道路，否則會採取執法行動。有留守者已自行撤走，有人拆走營帳，用車運走有用物資。但現場不少營帳卻人去營空，遺下大堆雜物，亦有個別人士堅持留守「添美道」至最後一刻。
根據運輸署於2014年10月2日發出的新聞公報，金鐘佔領區範圍包括：告士打道西行介乎杜老誌道與夏愨道；告士打道東行介菲林明道與夏愨道；夏愨道全線；干諾道中東西行介乎畢打街與夏愨道；添美道；立法會道；龍匯道；添華道；演藝道；樂禮街；金鐘道；分域碼頭街天橋；紅棉路上山方向；花園道下山方向只可左轉皇后大道中；遮打道東行介乎畢打街與美利道；德輔道中東西行線介乎畢打街與金鐘道；愛丁堡廣場全線；軒尼斯道西行介乎晏頓街與皇后大道東。

### 銅鑼灣佔領區
第二批出现的占领区之一，于2014年9月28日出现，以怡和街為中心，延伸至軒尼詩道、東角道、記利佐治街、渣甸街、糖街和波斯富街一帶。
根據運輸署於2014年10月2日發出的新聞公報，銅鑼灣佔領區範圍包括：怡和街；記利佐治街；軒尼詩道東西行介乎怡和街與馬師道之間；波斯富街南行介乎駱克道與羅素街之間。

### 旺角佔領區
第二批出现的占领区之一，于2014年9月28日出现，以彌敦道和亞皆老街為中心，延伸至旺角道、快富街、砵蘭街、奶路臣街、山東街、豉油街、長沙街、登打士街、康樂街、西洋菜南街、新填地街、上海街、咸美頓街、地士道街、甘霖街、渡船街和塘尾道一帶。
根據運輸署於2014年10月2日發出的新聞公報，旺角佔領區範圍包括：彌敦道南行介乎太子道西與登打士街全線；彌敦道北行介乎窩打老道與弼街全線；亞皆老街西行介乎花園街與砵蘭街全線；旺角道介乎砵蘭街與西洋菜南街全線；西洋菜南街北行介乎亞皆老街與奶路臣街全線；奶路臣街西行介乎西洋菜南街與通菜街全線。

### 尖沙咀佔領區
第三批出现的占领区，于10月1日以廣東道為中心，延伸至海防道一帶。在旺角佔領區亞皆老街段被清場後，數十名示威者曾在2014年11月26日晚上10時許到尖沙咀梳士巴利道一帶，將鐵馬放於馬路中心，進行「快閃堵塞」，但被警方迅速驅趕。
根據運輸署於2014年10月2日發出的新聞公報，尖沙咀佔領區範圍為：廣東道往天星碼頭方向介乎九龍公園徑與海防道之間的全線。

## 政治運動

### 校園響應佔領情況
香港幾乎所有大專院校的學生會均響應2014年香港學界大罷課，並全力支持雨傘運動。
不少中學成立政改關注組，作為對罷課及「雨傘運動」的支援。
除此以外，當獅子山被懸掛「我要真普選」巨型標語後，在香港大學、香港中文大學、香港科技大學、香港公開大學、香港浸會大學、香港嶺南大學、香港城市大學等香港大專院校，與及英皇書院、皇仁書院、聖母無玷聖心書院、聖保羅書院等香港中學均有挂出狮子山标语的小型复制品。

### 香港各區響應佔領情況
獅子山在10月23日被攀山愛好者「蜘蛛仔」及其同伴掛上「我要真普選」巨型標語，轟動全港；但翌日便遭政府拆除。此後市民發動「拆一掛十」，各個香港山峰與島嶼，包括大帽山、魔鬼山、大東山、青山、太平山、飛鵝山、東平洲等，曾先後掛上「我要真普選」標語，而獅子山在佔領其間及佔領後更多次被掛上「我要真普選」標語。另外，在9月30日至10月2日期間香港多處地方亦有響應佔領行動的集會，包括港鐵上水站附近（9月30日）、深水埗、葵盛東、大圍、屯門、柴灣、觀塘等地。

### 海內外響應佔領情況
位於珠海市的澳門大學橫琴校區曾掛起附有香港佔領區雨傘符號的「澳門又要真普選」標語，響應香港佔領區的佔領運動。

### 海內外聲援行動情況

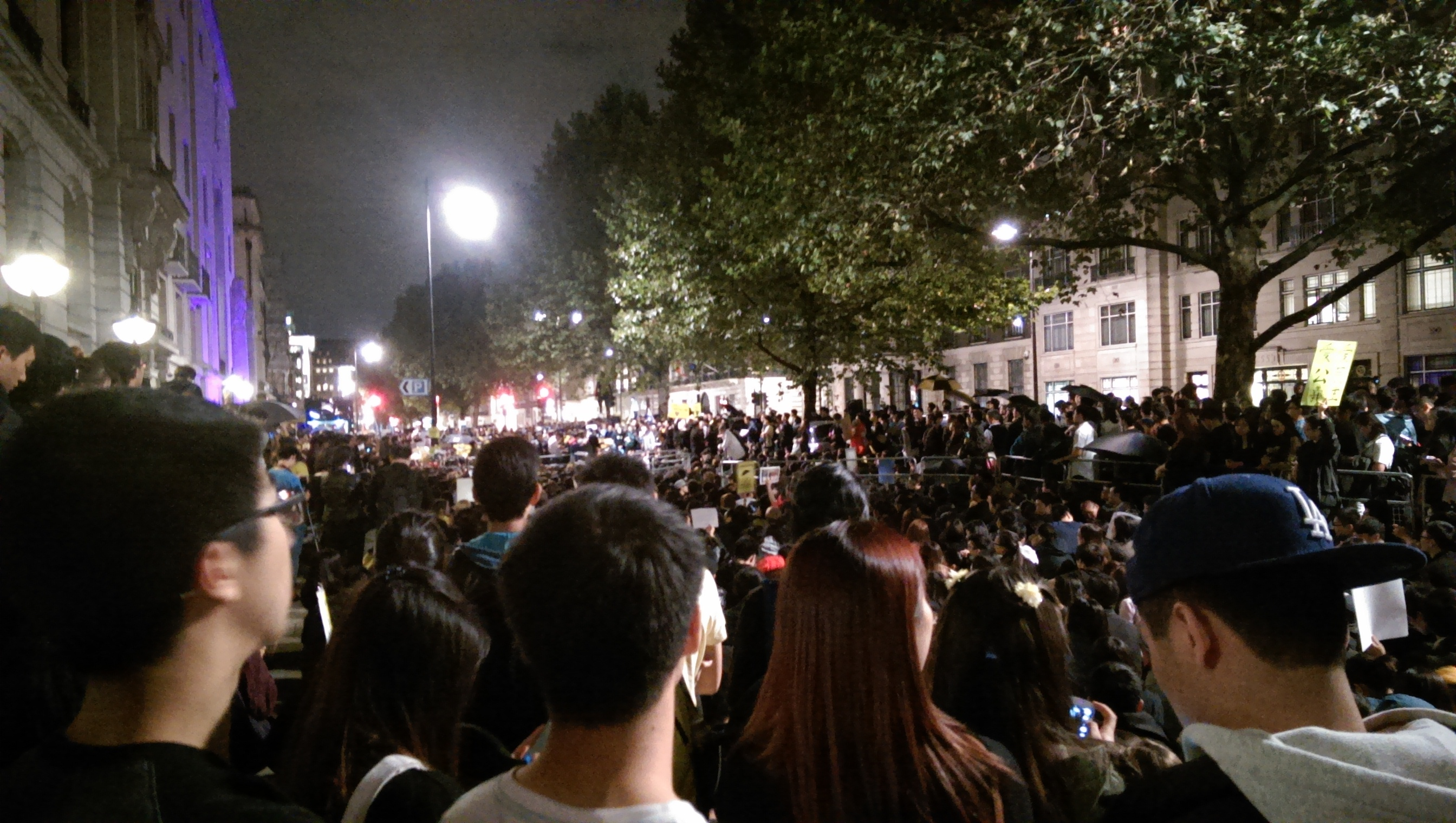
2014年10月1日，3000-4000人聚集在倫敦的中華人民共和國大使館，支持香港雨傘革命

英國倫敦、美國紐約、洛杉磯、澳洲悉尼、布里斯本、土耳其、科索沃、塞爾維亞、阿爾巴尼亞、俄羅斯、波斯尼亞、羅馬尼亞多國都有人民以各種方式聲援香港佔領區的行動，當中包括集會、收集簽名、佩帶象徵支持雨傘革命的黃絲帶等。倫敦在9月28日和9月29日分別有500人和300人在香港經貿辦集會，10月1日則有前往中華人民共和國大使館的集會。悉尼在9月29日有700人集會聲援。在洛杉磯，則有200人在9月28日前往中國領事館集會聲援。在美國白宮的請願網站上，則有超過10萬人的簽名關注香港佔領區的佔領情況。在澳洲布里斯本舉行二十國集團峰會期間，香港留學生鄭錦滿與魏某在峰會會場外展開了約四小時的集會，聲援香港雨傘革命，希望能再度引起國際社會對香港的關注。集會有香港、台灣和中國大陸留學生參與。而在前些日，两名学生先行前往中國共產黨中央委員會總書記習近平下榻之飯店展寫有「支持香港雨傘革命」的黃色橫幅「僅約十秒」便被澳洲警員截查，並發出警告信禁止他們未來3日峰會期間進入峰會保安區，被媒體質疑澳洲民主倒退。在中國大陸，至少36人因為聲援香港佔領行動而被拘捕。

## 過程

### 佔領時間
各佔領區的佔領時間各有長短，基本各個佔領區的佔領時間如下：
- 金鐘佔領區：2014年9月26日至2014年12月11日（77天）
- 銅鑼灣佔領區：2014年9月28日至2014年12月15日（79天）
- 旺角佔領區：2014年9月28日至2014年11月27日（61天）
- 尖沙咀佔領區：2014年10月1日至2014年10月3日（3天）

### 重大事件
「雨傘運動」中的一些重大事件和佔領區的歷史息息相關，其中包括但不限於以下這些事件：
- 2014年香港學界大罷課（2014年9月22至26日）
- 重奪「公民廣場」行動 （2014年9月26至27日）
- 「佔中」正式啟動（2014年9月28日至12月3日）
- 9·28催淚彈驅散行動 （2014年9月28至29日）
- 旺角清場及驅散行動 （2014年11月25至27日）
- 「對準政權，誓爭民主」包圍政府總部行動 （2014年11月30日至12月1日）
- 金鐘清場行動 （2014年12月11日）
- 銅鑼灣清場行動（2014年12月15日）

## 實際上的參與團體
包括香港專上學生聯會秘書長周永康、副秘書長岑敖暉，學民思潮召集人黃之鋒，以及讓愛與和平佔領中環（和平佔中）發起人戴耀廷、陳健民與朱耀明（佔中三子），3個組織被市民合稱「雙學三子」。他們與泛民主派及其他團體組成「五方平台」，共同商討運動方向。但是到目前為止，沒有人自稱是運動的領袖人物，也沒有參與者承認有任何領袖人物。
下列團體的旗幟和成員在佔領期間經常可以看到：
- 民間人權陣線
- 公民黨
- 民主黨
- 民協
- 工黨
- 社會民主連線
- 人民力量
- 熱血公民

## 示威者組織力

### 运营资金来源
香港佔領區內經濟以市民自發捐獻為主，以烏托邦主義形式，將物資透過或不透過物資站分享予區內市民。另外，也有陰謀論指出黎智英是佔領區的主要經濟來源。

### 休息地区
香港佔領區內居住的市民，初期主要居住在路面上，席地而睡。在2014年10月10日，經過香港專上學生聯會及學民思潮呼籲過後，市民主要居住在市民自發攜帶的帳幕裏面。後來，部分帳幕底下加上塑料板或木板，以應對雨天的入水情況。及後，市民更將帳幕加以整理，先後出現一些帳幕群形式的小社區，如彌敦下邨和夏慤村等。

### 後勤
香港佔領區內的基礎建設甚多。

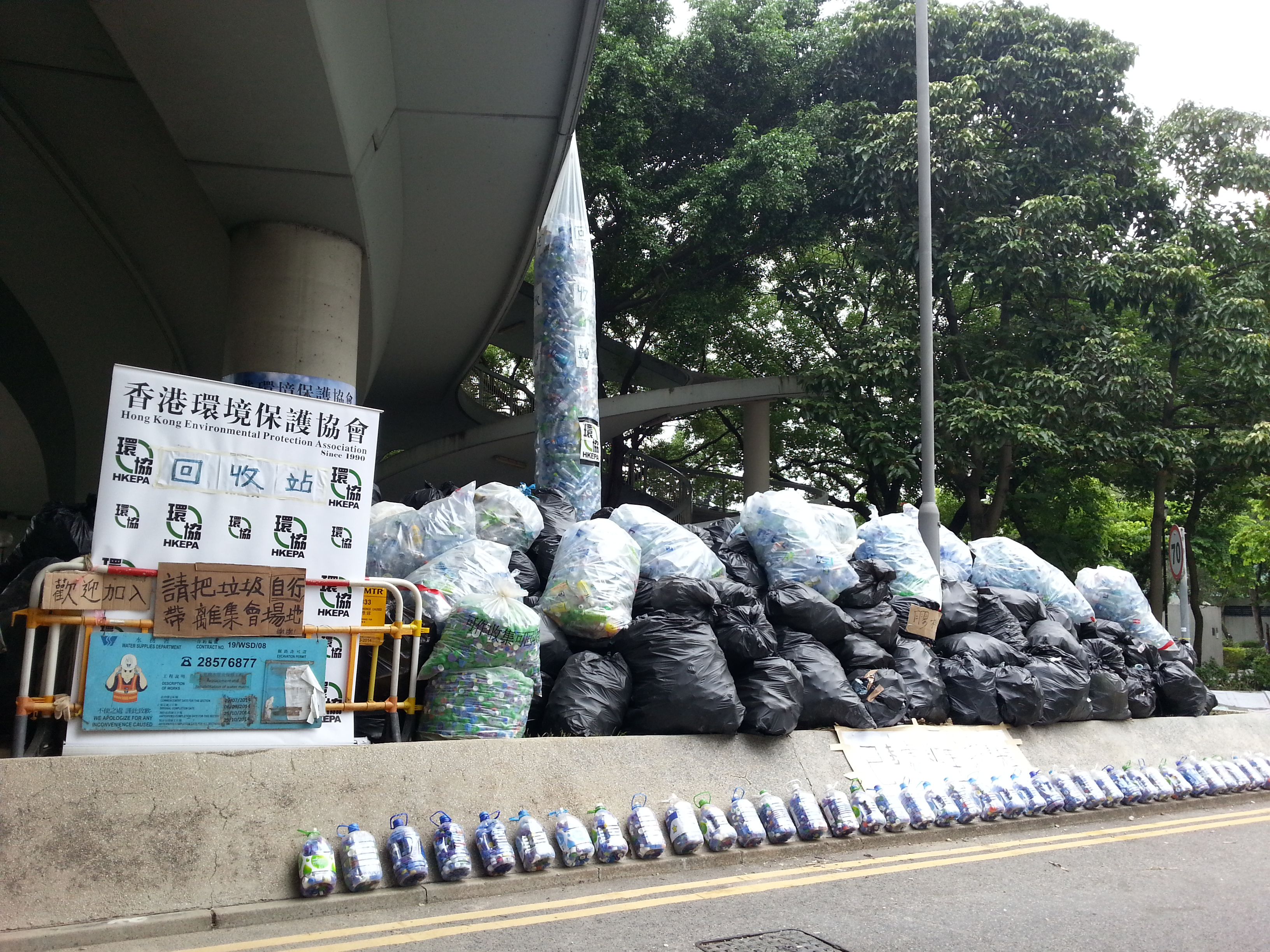
示威者組織的回收站於金鐘夏慤道的佔領區內

物資供應方面，各個佔領區都先後存在多個物資站。物資站常見物資包括清水、口罩、眼罩、乾糧、黃絲帶等，後期更包括頭盔、盾牌等。這些物資站主要負責管理和派發物資，但並不是所有的物資都會透過物資站分發。
衛生方面，佔領者自發打理香港立法會附近被佔領的洗手間，內藏多種由市民捐贈的物資如沐浴液、洗頭水、護髮素、洗手液、洗臉乳等。除此以外，在金鐘佔領區也曾出現淋浴間，方便佔領者沐浴更衣，料理個人衛生。
醫療方面，不少佔領區內都存在一個或多個救護站，常由救護員駐守，並管有一些救護用物資，為前線受傷的佔領者民眾提供急救和救護服務。
無障礙環境方面，木製的台階已建成，以便人們能夠穿越金鐘八車道的中央路壆。
教育和文化方面，在金鐘和旺角佔領區先後存在自修室，供佔領者作閱讀、複習和學習之用。金鐘的遮打自修室不時有義務老師義教學生。在旺角佔領區彌敦道南行線近登打士街曾出現一個圖書館，供市民和旅客閱讀。此外，在金鐘佔領區，曾出現民主大學，由大學教授、講師和其他有學問的人講授與民主相關的議題。
電力供應方面，除了傳統的發電機外，金鐘佔領區還設有風力發電機和人力發電機，供應遮打自修室一帶的電力。另外，金鐘佔領區也設有手提電話充電站，供佔領者和旅客在充電站充電。

### 安全
安全方面，讓愛與和平佔領中環已派出50人的糾察隊，以確保佔領區的安全，雖然這並沒有受到普遍歡迎。該小組的負責人是郭紹傑，一個專業拯溺員和工黨執行委員。然而，運動的支離破碎領導意味著有一些團體，挑戰讓愛與和平佔領中環的地位，也拒絕承認糾察的權威，例如，糾察拆除路障的舉動備受質疑。所以另在各个占领区，有男青年组成铁马组。

### 通訊
通訊方面，一些示威者使用網上論壇高登討論區溝通計劃，除了創作惡搞和模仿歌曲外，偶爾人肉搜索反佔領的人物，甚至在2014年10月14日阻止龍和道的行動是在該論壇計劃的。根據安全諮詢公司的報告，示威者已經被恶意软件所針對，報告認為是與中國黑客有關。由於擔憂警方干擾流動通訊，示威者使用對等網路通訊軟件，例如WhatsApp和FireChat。网状网络例如FireChat和Serval Mesh網有規避政府監視的潛能，即使互聯網被關閉。由於FireChat的消息是不加密的，示威者也用Telegram。

## 文化
各個佔領區都有其獨特的文化，但亦有共通點。在衣著特色上，佔領人士傾向穿著黑色衣物，並且多有繫上黃絲帶，有時也會撐起黃雨傘。歌曲方面，《撐起雨傘》是各個主要佔領區的重要區歌，而每一個佔領區都有其特別具備代表性的曲目。如金鐘佔領區經常合唱《海闊天空》，旺角佔領區較常合唱《生日歌》，而銅鑼灣佔領區則以唱聖誕節報佳音的曲目較為人熟悉。
與香港傳統上的「文化沙漠」不同，各佔領區是文化藝術的泉源。相關的雨傘運動藝術品繁多，例如金鐘佔領區的藝術品包括雨傘人、獅子山雕塑等，旺角佔領區則有旺角關帝廟。

雨傘人雕像
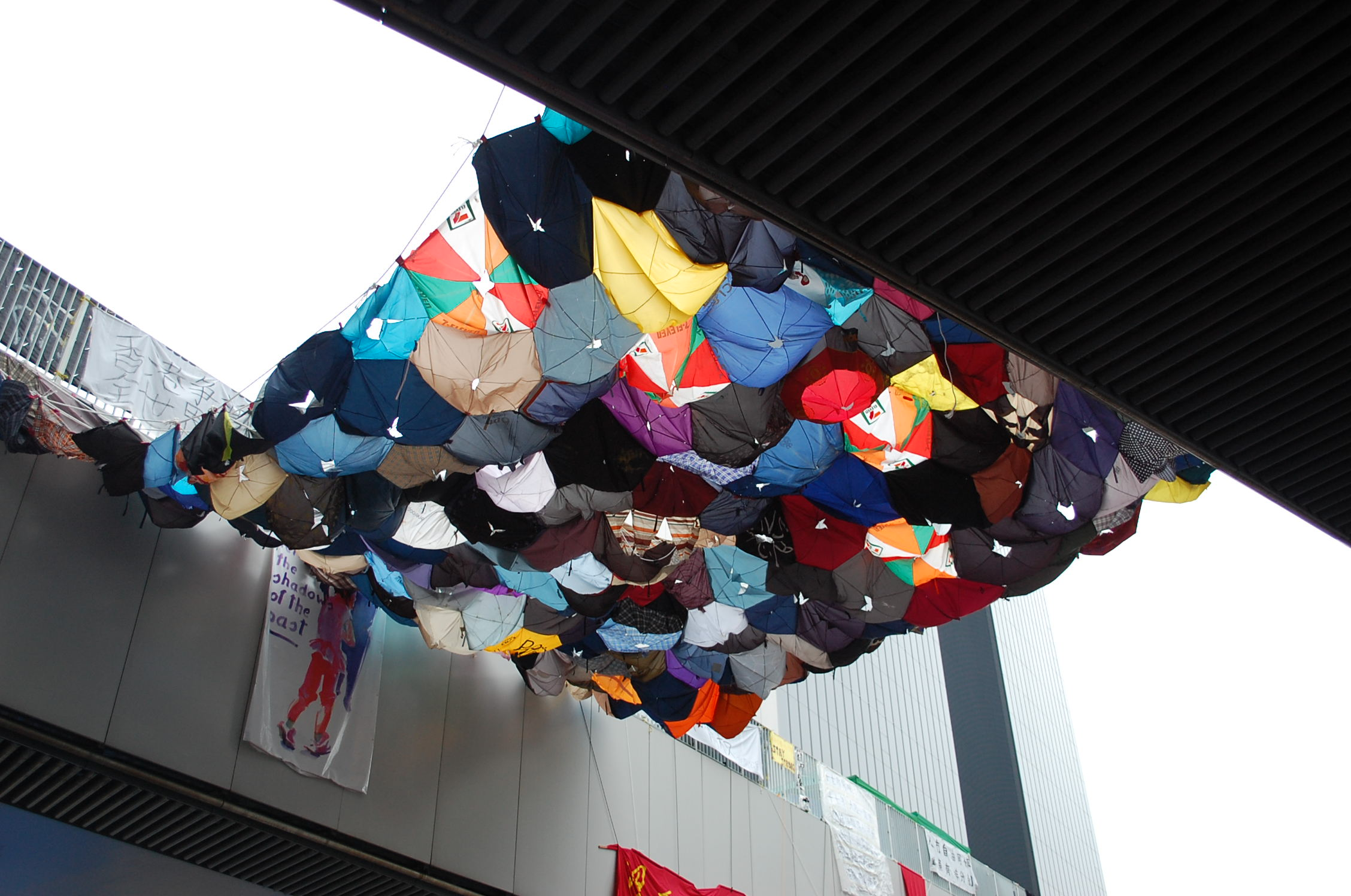
雨傘藝術晾在兩橋之間
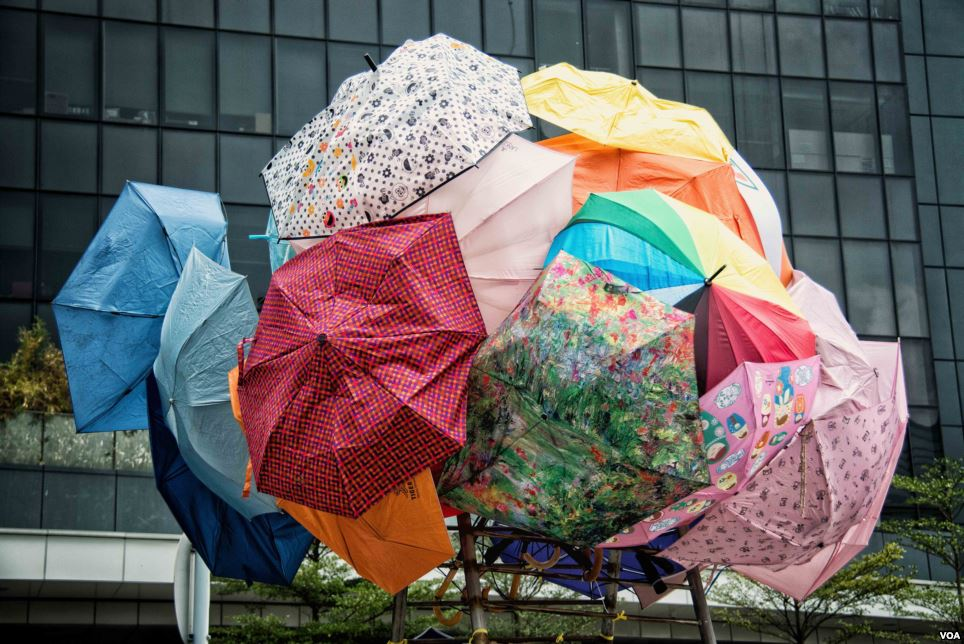
雨傘安裝在添美道

### 金钟
金鐘佔領區的文化受到學聯、學民思潮、讓愛與和平佔領中環等組織的主導，擁有大台，较其他佔領區顯得具備組織性。在11月30日前，金鐘佔領區和銅鑼灣佔領區一樣，文化上較為溫和。

### 铜锣湾
銅鑼灣佔領區比較側重文化創意，比較溫和，而且由於佔領區範圍較小，較旺角佔領區顯得相對低調，在文化認同上自稱為銅道中人，警方清場時亦較少發生衝突。

### 旺角
旺角佔領區的文化相對勇武，被葉劉淑儀在2015年2月10日星期二接受《亞洲週刊》專訪時稱之為“品流複雜”，也是最常被黑社會反佔領人士衝擊的佔領區，常有不同年紀、身份或背景的人士聚集。當中於佔領區常發出噓聲，以及唱《生日歌》為人熟悉。

### 尖沙咀
尖沙咀佔領區則以本土派、熱血公民、人民力量等勢力為主，他們在理念上更趨向支持香港自治和本土的發展。在尖沙咀佔領區第一次被清場後，不少佔領者匯流入旺角佔領區，將尖沙咀佔領區的部分文化帶入其中。

## 騷擾和警察暴力
佔領區的主要問題包括面對香港警察的清場、香港黑社會的破壞和從香港法院申請禁制令的私人團體等。其中，香港警察曾於2014年12月1日早上透過灑水等方法，防止佔領區的擴張。此外，有報道指出曾經有黑社會參與2014年10月初的清場事件。而小巴公司、的士業團體以及金鐘中信大廈都曾申請禁制令推動清場行動。

## 鄰近
- 港鐵站
  -  █  █ 中环站
  -  █  █ 金鐘站
  -  █ 铜锣湾站
  -  █  █ 旺角站
  -  █  █ 油麻地站
  -  █ 尖沙咀站
  -  █ 尖东站
- 香港公园
  - 夏慤花園
  - 皇后像廣場
  - 九龍公園
- 知名建筑物
  - 和記大廈
  - 美國銀行中心
  - 政府總部
  - 遠東金融中心
  - 海富中心
  - 香港紅十字會總辦事處
  - 中國人民解放軍駐香港部隊大廈